# Sergio Ottolina
Sergio Ottolina (Lentate sul Seveso, Monza y Brianza, Lombardía, 23 de noviembre de 1942-28 de abril de 2023) fue un atleta italiano especializado en la prueba de 200 m, en la que consiguió ser medallista de bronce europeo en 1962.

## Carrera deportiva
En el Campeonato Europeo de Atletismo de 1962 ganó la medalla de bronce en los 200 m, con un tiempo de 20.8 segundos, llegando a meta tras el sueco Owe Jonsson y el polaco Marian Foik (plata también con 20.8 s).